# Heteronyx constans
Heteronyx constans är en skalbaggsart som beskrevs av Blackburn 1889. Heteronyx constans ingår i släktet Heteronyx och familjen Melolonthidae. Inga underarter finns listade i Catalogue of Life.